# Ría de Lires
La ría de Lires es una ría de la península ibérica sobre el océano Atlántico, situada en la provincia de La Coruña, en Galicia, España.
Está formada por la desembocadura del río Castro, formando el límite natural entre los municipios de Cee y Mugía.
- Datos: Q9071578
- Multimedia: Ría de Lires / Q9071578